# Serinicoccus
Serinicoccus é um gênero de bactérias gram-positivas, estritamente aeróbio e moderadamente halofílico da família Ornithinimicrobiaceae.